# Tito Quinzio Peno Capitolino Crispino (console 208 a.C.)
Tito Quinzio Crispino (in latino: Titus Quinctius Pennus Capitolinus Crispinus; ... – 208 a.C.) è stato un politico romano della gens Quinctia, morto in combattimento durante la seconda guerra punica.

## Biografia
Nel 213 a.C., Marco Claudio Marcello venne verso Siracusa per assediarla. Concesse, quindi, ad Appio Claudio il permesso di recarsi a Roma per ottenere il consolato, ed al suo posto, a capo della flotta, pose Tito Quinzio Crispino. Nel 212 a.C., venne sfidato a duello da Badio Campano davanti a Capua e ai due eserciti schierati. In passato Badio era stato suo ospite a Roma, quando era malato. Alla fine Crispino, avutane licenza da parte dei consoli, afferrate le armi, scese da cavallo e provocò Badio a battaglia. Il campano venne prima trafitto con l'asta, poi finito mentre cercava rifugio tra i suoi. Per questo successo fu condotto dai consoli, Q.Fulvio Flacco e Appio Claudio Pulcro, che lo lodarono e gli fecero magnifici doni.
In qualità di legato di Marco Claudio Marcello respinse l'attacco del siracusano Ippocrate - genero di Gerone di Siracusa - verso la città medesima (212 a.C.). Nel 209 a.C. venne nominato pretore con il compito di difendere Capua, accompagnato dell'esercito che in precedenza aveva avuto Fulvio Flacco, vale a dire una legione ed un'ala di socii.
Nel 208 a.C. venne eletto console insieme a Marco Claudio Marcello, che ricopriva allora la carica di console per la quinta volta; durante una ricognizione nei pressi di Venusia con un contingente ridotto di 200 cavalieri insieme all'altro console, cadde in un'imboscata dai cavalieri cartaginesi e numidi agli ordini di Annibale. Claudio Marcello venne ucciso, mentre Crispino rimase gravemente ferito; riuscì tuttavia a riparare nei pressi di Salapia ed impedirne la conquista da parte di Annibale. Morì per le ferite riportate, dopo aver nominato dittatore Manlio Torquato.